# Strongylura exilis
Strongylura exilis е вид лъчеперка от семейство Belonidae. Видът не е застрашен от изчезване.

## Разпространение и местообитание
Разпространен е в Гватемала, Еквадор, Колумбия, Коста Рика, Мексико, Никарагуа, Панама, Перу, Салвадор, САЩ и Хондурас.
Среща се на дълбочина от 1 до 732 m, при температура на водата около 21,3 °C и соленост 34,2 ‰.

## Описание
На дължина достигат до 91 cm.